# Short Stirling
Short Stirling – brytyjski ciężki samolot bombowy okresu II wojny światowej, zaprojektowany w 1938 roku w wytwórni lotniczej Short Brothers.

## Historia

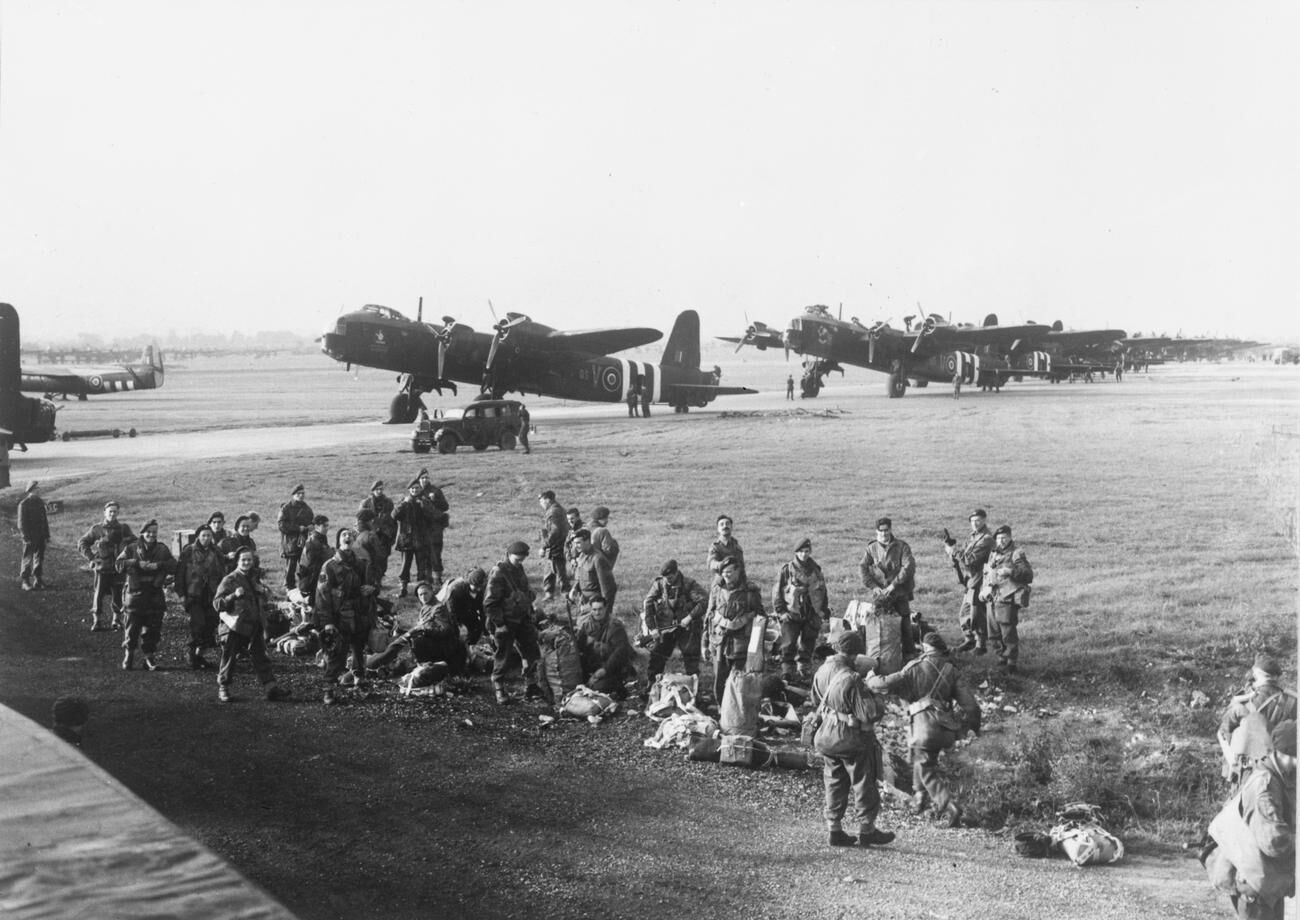
Shorty Stirlingi na należące do 620 Dywizjonu RAF podczas Operacji Market Garden, wrzesień 1944 r.

Prace nad samolotem  rozpoczęto w wytwórni lotniczej Short Brothers w 1936 roku, na zamówienie brytyjskiego Ministerstwa Lotnictwa B.12/36 na ciężki czterosilnikowy samolot bombowy dalekiego zasięgu. W 1937 firma otrzymała zlecenie na budowę samolotu, pokonując w konkursie projekty innych firm. Był to pierwszy czterosilnikowy bombowiec zamówiony przez Royal Air Force po I wojnie światowej, a przy tym jedyny z brytyjskich bombowców czterosilnikowych okresu II wojny światowej, który od początku został zaprojektowany w czterosilnikowym układzie (Avro Lancaster i Handley Page Halifax były rozwinięte z samolotów dwusilnikowych). Projekt oparto częściowo na konstrukcji produkowanej już, udanej ciężkiej czterosilnikowej łodzi latającej Short Sunderland, z której zapożyczono zmodyfikowany płat. Jeszcze na etapie konstruowania Ministerstwo Lotnictwa złożyło w 1938 zamówienie na budowę 100 samolotów. Po zatwierdzeniu projektu w zakładach Short wykonano najpierw pomniejszoną w skali 1:2 latającą makietę samolotu ze sklejki, oznaczoną Short S.31, w celu sprawdzenia układu aerodynamicznego płatowca w locie. S.31 został oblatany 9 września 1938. Po wprowadzeniu zmian, rozpoczęto budowę pełnowymiarowych prototypów, o oznaczeniu fabrycznym S.29 i nazwie wojskowej Stirling. 
Oblotu pierwszego prototypu S.29 dokonano 14 maja 1939 roku, lecz rozbił się on przy lądowaniu z powodu awarii podwozia. 3 grudnia oblatano drugi prototyp. Po próbach odbiorczych, pomimo że osiągi samolotu były niższe niż zakładano, w kwietniu 1940 roku rozpoczęto jego produkcję seryjną. Pierwszy samolot seryjny oblatano 7 maja 1940. Na skutek jednak bombardowań zakładów, do końca tego roku ukończono jedynie 18 samolotów. Pierwszą produkowaną wersją bombową był Stirling B Mk.I, napędzany silnikami gwiazdowymi Bristol Hercules III lub Hercules XI o mocy 1500 KM (inne dane: 1590 KM). Wersja ta była produkowana w kilku seriach, różniących się głównie uzbrojeniem. Mk.I Series I była wyposażona w wieżyczkę przednią z dwoma karabinami maszynowymi, tylną z czterema karabinami maszynowymi i dolną wciąganą do kadłuba z dwoma karabinami maszynowymi. Zbudowano 80 samolotów tej serii, po czym w następnej nielicznej serii Mk.I Series II wieżyczkę dolną, która okazała się niepraktyczna, zastąpiono przez dwa karabiny maszynowe w bocznych oknach kadłuba. Najliczniejsza seria pierwszej wersji, Mk.I Series III, wprowadziła zamiast tych karabinów maszynowych wieżyczkę grzbietową z dwoma km-ami, początkowo wysoką typu FN7A, a od 1942 niską opływową FN50 (jak w Avro Lancaster). Do maja 1943 zbudowano 726 samolotów odmian Mk.I. 
Wersja Mk.II miała być produkowana w Kanadzie i wyposażona w amerykańskie silniki Wright Cyclone R-2666-A5B, lecz wybudowano tylko 3 samoloty tej wersji i zrezygnowano z planów jej produkcji. Drugą seryjną wersją bombową stała się Mk.III, produkowana od listopada 1942. Napędzana była mocniejszymi silnikami Bristol Hercules VI lub XVI o mocy 1635 KM, zastosowano w niej też inne drobne ulepszenia oraz niską wieżyczkę grzbietową FN50. Ulepszenia te pozwoliły na wzrost prędkości do 434 km/h. Do sierpnia 1944 zbudowano 1036 samolotów tej wersji.
Z powodu braków samolotów transportowych zdolnych do holowania średnich szybowców desantowych Airspeed Horsa i ciężkich Hamilcar oraz z uwagi na wycofywanie bombowców Stirling z pierwszej linii, pod koniec 1943 zdecydowano o przebudowie części samolotów Mk.III na wersję transportową do holowania szybowców, oznaczoną Mk.IV. Na wersję tę przebudowano od października 1943 143 samoloty, a ponadto wyprodukowano 461 nowych w tej wersji. Różniła się ona częściowo usuniętym w celu zmniejszenia masy uzbrojeniem strzeleckim, z którego pozostała jedynie tylna wieżyczka, także usuwana w części samolotów. Samolot w tej wersji nie zabierał bomb. W tylnej części kadłuba zamontowany był uchwyt holowniczy. Część przystosowana była również do transportu spadochroniarzy.
Ostatnią wersją samolotu była wersja transportowa Mk.V. Nie posiadała ona uzbrojenia, natomiast miała powiększone prostokątne drzwi z prawej strony tylnej części kadłuba oraz otwierany (unoszony) przeszklony nos kadłuba. Wersja ta mogła przewieźć 40 żołnierzy lub 20 spadochroniarzy z wyposażeniem, 12 rannych na noszach, albo 2 samochody klasy jeep lub samochód i działo. Prototyp przebudowany z samolotu Mk.III oblatano w sierpniu 1944, a od września 1944 do stycznia 1946 zbudowano 160 sztuk tej wersji.
Firma Short opracowała tuż przed wojną rozwinięcie Stirlinga o oznaczeniu fabrycznym S.34, w ramach specyfikacji Ministerstwa Lotnictwa B.1/39, z większą rozpiętością skrzydeł, zmodyfikowanym kadłubem i nowymi silnikami, lecz nie został przyjęty do realizacji. Kolejna znacznie ulepszona i powiększona wersja rozwojowa S.36, znana także jako Super Stirling, została opracowana w 1941 w ramach specyfikacji B.8/41, lecz również nie została zrealizowana. 
Jeden Stirling Mk.V został przebudowany jako prototyp wersji pasażerskiej S.37 Silver Stirling dla 30 pasażerów, lecz nie uzyskał zamówień (później według tego standardu przebudowano jedynie 12 samolotów dla Belgii).
W latach 1940 – 1944 opracowano następujące wersje samolotu Short Stirling:
- B Mk.I – wersja podstawowa
- B Mk.II – wersja, która miała być produkowana w Kanadzie
- B Mk.III – wersja bombowa
- T Mk.IV – wersja transportowa – przystosowana do holowania szybowców wojskowych
- T Mk.V – wersja transportowa.

Wersje bombowe wyróżniane były literą "B", przy czym litery te są zwykle pomijane w oznaczeniach. Litery "Mk" – Mark – wzór, poprzedzały numer modelu (również bywają pomijane).
W latach 1940 – 1946 wyprodukowano łącznie 2383 samoloty Short Stirling wszystkich wersji, z tego do służby w lotnictwie brytyjskim weszło 2372 (11 zostało zniszczonych na skutek bombardowań fabryk).

## Użycie w lotnictwie
Samoloty Short Stirling weszły na uzbrojenie Royal Air Force od sierpnia 1940 roku, początkowo w małej liczbie, jako pierwsze bombowce czterosilnikowe. Pierwszy otrzymał je 7 Dywizjon RAF i po raz pierwszy trzy samoloty zostały użyte w dniu 10 lutego 1941 roku w nalocie na zbiorniki paliwa w Rotterdamie. Z uwagi na niewielką liczbę maszyn i wykrywane usterki pierwszego okresu eksploatacji, używane były początkowo jedynie w grupach po kilka samolotów. Pierwszy Stirling został zestrzelony 3 marca 1941 (przez artylerię przeciwlotniczą). Od 11 kwietnia 1941, Stirlingów używał także 15 Dywizjon RAF, od października 149 Dywizjon i od grudnia 218 Dywizjon, następnie kilka dalszych jednostek. Operując z Wielkiej Brytanii, Stirlingi używane były w nalotach dziennych i nocnych na miasta, zakłady produkcyjne i porty Niemiec, Holandii i Francji m.in. Brest, Berlin, Emden, a nawet na miasta Włoch i Czech (zakłady w Pilźnie). Od marca 1942 brały także udział w lotach na minowanie wód przybrzeżnych, które były niebezpieczne i przynoszące szczególnie duże straty. Największa do tamtej pory liczba Stirlingów - 88, wzięła udział w nocnym nalocie 1000 samolotów na Kolonię 30/31 maja 1942 (stracono dwa). W nalocie na Hamburg w nocy z 28 na 29 lipca wzięło udział 71 Stirlingów, lecz utracono 9. 

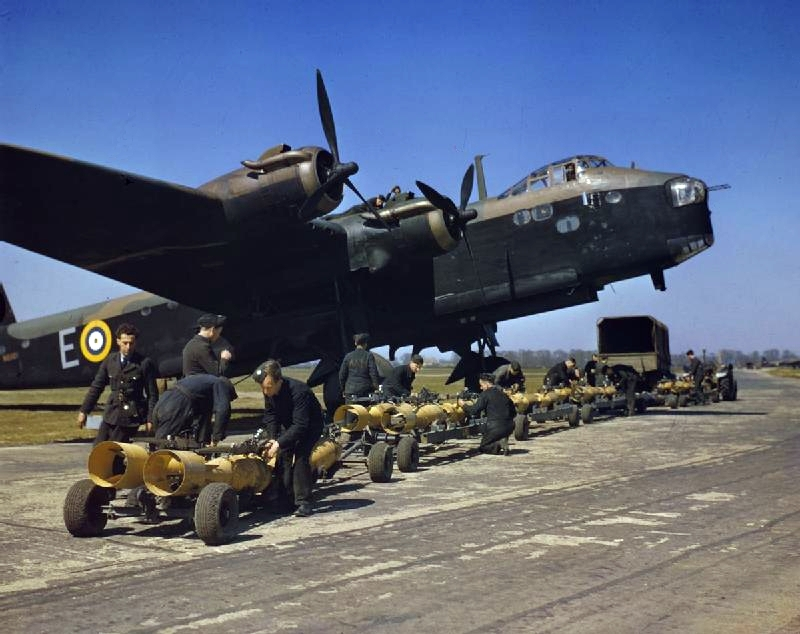
Załadunek bomb do Stirlinga

W kwietniu 1943 weszła do służby wersja Mk.III i od maja 1943 w wielkich nalotach zaczęło brać udział po 100-120 samolotów tego typu (m.in. 24 lipca 1943 w nalocie na Hamburg wzięło udział 125 Stirlingów). Ponosiły one jednak duże straty, proporcjonalnie wyższe, niż inne ciężkie bombowce. W związku z tym, z uwagi na wzrastające dostawy nowocześniejszych bombowców czterosilnikowych Avro Lancaster i Handley Page Halifax, jesienią 1943 dowództwo lotnictwa bombowego zdecydowało stopniowo wycofać Stirlingi z jednostek pierwszoliniowych. Od grudnia 1943 bombowe Stirlingi były używane głównie do minowania oraz bombardowania wyrzutni V-1 we Francji. Stosowano je także do dokonywania zrzutów ludzi i zaopatrzenia dla ruchu oporu, na bliższych dystansach, m.in. we Francji (do lotów dalszych używano głównie Halifaxów). Ostatni lot bojowy Stirlingów miał miejsce 8 sierpnia 1944 na Hawr. Bombowce Stirling odbyły w czasie II wojny światowej 18 840 lotów bojowych, podczas których zrzuciły 27 821 ton bomb i postawiły ok. 2000 min, przy stracie 769 samolotów. Według innych danych, Stirlingi w składzie Bomber Command zrzuciły 31 065 ton bomb (2,9% ogółu), zajmując czwarte miejsce pod tym względem po Lancasterach, Halifaxach i Wellingtonach. W 1941 roku zrzuciły 2606 ton bomb (więcej od Halifaxów), a najwięcej w swojej karierze w 1943 roku – 16 240 ton. Średni ładunek bomb zrzucony ze Stirlinga w przeliczeniu na samoloty biorące udział w misjach, wynosił 2552 kg. Dwóch pilotów Stirlingów zostało pośmiertnie odznaczonych krzyżem Victoria Cross.
W lotnictwie transportowym, samoloty Stirling holowały szybowce desantowe podczas operacji powietrznodesantowych. Obok samolotów Halifax, Stirlingi były jedynymi samolotami, które holowały ciężkie szybowce Hamilcar. Holowały też średnie szybowce Airspeed Horsa i transportowały spadochroniarzy. W tym charakterze Stirlingi były użyte podczas lądowania w Normandii, operacji Market-Garden oraz operacji uchwycenia mostów na Renie.
Po zakończeniu działań wojennych 12 samolotów Short Stirling T Mk.V było używane od 1947 w lotnictwie cywilnym w belgijskiej linii lotniczej Trans-Air (znaki: OO-XAK do OO-XAV), po czym część sprzedano do Egiptu. Według części publikacji, przerobiono je następnie na bombowce i użyto podczas wojny z Izraelem.

## Cechy lotno-pilotażowe
Samolot Stirling uznawany jest na ogół za mało udaną konstrukcję, co jednak wynika z porównania go z nowszymi udanymi bombowcami Handley Page Halifax, a zwłaszcza Avro Lancaster. Główne wady Stirlinga wzięły się z narzuconych odgórnie wymagań projektowych, przede wszystkim ograniczenia rozpiętości do 30 m w celu zmieszczenia samolotu w hangarach typu B, mimo że Brytyjczycy planowali już budowę większych hangarów typu C. Efektem tego było małe wydłużenie płata i jego gorsza nośność. Dodatkowo początkowe zastosowanie zbyt słabych silników powodowało pogorszenie charakterystyk startu i lądowania. Na skutek konieczności skrócenia drogi startowej przez zwiększenie kąta natarcia skrzydła, w samolocie zastosowano wysokie i ciężkie chowane podwozie główne o skomplikowanej konstrukcji, które dodatkowo powodowało awarie.  Stirlingi miały gorszą aerodynamikę i były nieco wolniejsze w locie, latały też na niższym pułapie niż nowsze ciężkie bombowce, co było jedną z przyczyn ich większych strat, a w konsekwencji wycofania. Zaletą Stirlinga był duży udźwig bomb (większy, niż u Halifaksa i porównywalny z Lancasterem), lecz dzielona podłużnie komora bombowa nie pozwalała zabierać bomb cięższych, niż 907 kg. Stateczność podczas lotu była dobra, pilotaż niemęczący. Drugą zaletą, wymienianą przez pilotów, był bardzo łatwy pilotaż (poza startem i lądowaniem) oraz dobra manewrowość, lepsze, niż w Halifaksie, a przez niektórych stawiane nawet wyżej od charakterystyk Lancastera.

## Opis techniczny
Czterosilnikowy średniopłat o konstrukcji całkowicie metalowej. Kadłub półskorupowy, wielosegmentowy, o przekroju prostokątnym. W wersjach bombowych (Mk.I i Mk.III) z przodu kadłuba w dolnej części znajdowało się oszklone stanowisko bombardiera, nad nim wieżyczka strzelecka FN5 z dwoma karabinami maszynowymi. Za częścią nosową, na grzbiecie kadłuba znajdowała się przeszklona kabina pilotów. Na grzbiecie, w środkowej części samolotu umieszczona była wieżyczka strzelecka (w wersjach bombowych Mk.I Series III i Mk.III). W dolnej części kadłuba znajdowała się zamykana komora bombowa długości 12,8 m, podzielona wzdłuż na trzy przedziały. Główny luk wejściowy dla załogi znajdował się po lewej stronie tylnej części kadłuba. Na końcu kadłuba, wieżyczka strzelecka z czterema karabinami maszynowymi (z wyjątkiem wersji Mk.V). Płat trójdzielny, wielodźwigarowy. Usterzenie pionowe klasyczne, pojedyncze. Podwozie samolotu klasyczne, główne podwójne golenie z pojedynczymi kołami składane i wciągane do gondol wewnętrznych silników, na końcu kadłuba dwa wciągane kółka ogonowe. Załoga: zazwyczaj 7 ludzi (dwóch pilotów, mechanik pokładowy - górny strzelec, nawigator - bombardier - przedni strzelec, radiotelegrafista i strzelec ogonowy). Niektóre samoloty wersji bombowych posiadały radar H2S do obserwacji powierzchni ziemi w celu ułatwienia celowania. Część posiadała radar ostrzegawczy Monica.
Uzbrojenie (wersje bombowe): główne uzbrojenie ofensywne stanowiły bomby przenoszone w komorze bombowej w kadłubie i komorach w przykadłubowych częściach skrzydeł. Udźwig maksymalny 6356 kg bomb. Maksymalny wagomiar bomb: 907 kg (7 bomb); stosowano też m.in. bomby 626 kg, 454 kg, 226 kg i magnetyczne miny morskie. Uzbrojenie obronne stanowiło 8 karabinów maszynowych kaliber 7,7 mm Browning w wieżach strzeleckich (wersje Mk.I Series III i Mk.III): 2 km w wieżyczce nosowej FN5, 2 km w wieżyczce grzbietowej FN7A lub FN50, 4 km w wieżyczce ogonowej FN4 lub FN20 (według części publikacji początkowo samoloty miały 2 km-y w wieżyczce ogonowej). Część samolotów Mk.III miała zamontowany dodatkowo karabin maszynowy pod tylną częścią kadłuba, do walki z myśliwcami nocnymi.
Napęd: 4 silniki gwiazdowe Bristol Hercules. Zbiorniki paliwa w skrzydłach o pojemności (w wersji Mk.III) 10 246 l. Samoloty mogły przenosić dodatkowe zbiorniki w komorze bombowej, zamiast części ładunku bomb. Śmigła trójłopatowe, przestawialne, dwuzakresowe. 

## Dane lotno-taktyczne
| Wersja                     | B Mk.I                                                     | Mk.II                                                   | B Mk.III                                                  | T Mk.IV                                             | T Mk.V                                              |
| -------------------------- | ---------------------------------------------------------- | ------------------------------------------------------- | --------------------------------------------------------- | --------------------------------------------------- | --------------------------------------------------- |
| Masa własna (kg)           | 21 105                                                     | 21 105                                                  | 21 105                                                    | 19 440                                              | 19 575                                              |
| Masa całkowita (kg)        | 31 500                                                     | 31 500                                                  | 31 500                                                    | 34 650                                              | 31 500                                              |
| Rozpiętość (m)             | 30,20                                                      | 30,20                                                   | 30,20                                                     | 30,20                                               | 30,22                                               |
| Długość (m)                | 26,59                                                      | 26,59                                                   | 26,59                                                     | 26,59                                               | 27,62                                               |
| Wysokość (m)               | 6,93                                                       | 6,93                                                    | 6,93                                                      | 6,93                                                | 6,94                                                |
| Powierzchnia nośna (m²)    | 135,78                                                     | 135,78                                                  | 135,78                                                    | 135,78                                              | 135,78                                              |
| Napęd                      | 4 silniki Bristol Hercules XI o mocy 1500 KM każdy         | 4 silniki Wright Cyclone R-260-A5B o mocy 1600 KM każdy | 4 silniki Bristol Hercules XVI o mocy 1635 KM każdy       | 4 silniki Bristol Hercules XVI o mocy 1635 KM każdy | 4 silniki Bristol Hercules XVI o mocy 1650 KM każdy |
| Uzbrojenie                 | 8 karabinów maszynowych Browning kal. 7,7 mm 6350 kg bomb  | -                                                       | 8 karabinów maszynowych Browning kal. 7,7 mm 6350 kg bomb | 4 karabiny maszynowe Browning kal. 7,7 mm           | brak                                                |
| Prędkość maksymalna (km/h) | 418                                                        | -                                                       | 434                                                       | 434                                                 | 450                                                 |
| Pułap (m)                  | 5030                                                       | -                                                       | 5030                                                      | 5790                                                | 5490                                                |
| Zasięg (km)                | 3751 (680 kg bomb) 3105 (2270 kg bomb) 1191 (6350 kg bomb) | -                                                       | 3751 949 (6350 kg bomb)                                   | 3800                                                | 4830                                                |
| Załoga                     | 7                                                          | 7                                                       | 7                                                         | 5                                                   | 5                                                   |